# Kim Je-deok
Kim Je-deok (født 12. april 2004) er en sydkoreansk bueskytte.

## Karriere
Han er en to gange olympisk guldmedaljevinder, der vandt i mixed hold- og herrehold ved sommer-OL 2020.
Under Sommer-OL 2024 som blev afholdt i Paris, vandt han guld.